# Parlamentswahl in Norwegen 1900
Die 31.Parlamentswahl in Norwegen fand im Jahre 1900 statt.
- Ad: 2
- V: 74
- MV: 5
- H: 30

Das Storting setzte sich erneut aus vier Fraktionen zusammen: Centrum zog nicht wieder ein, dafür war nun Arbeiderdemokratene vertreten.

## Resultate
| Partei              | Sitze | Veränderung gegenüber 1897 |
| ------------------- | ----- | -------------------------- |
| Venstre             | 74    | −5                         |
| Høyre               | 30    | +8                         |
| Moderate Venstre    | 5     | −3                         |
| Arbeiderdemokratene | 2     | +2                         |
| Total               | 111   | 0                          |